# Uranometria
Uranometria est le titre court de l'atlas des constellations réalisé par l'astronome allemand Johann Bayer. Il a été publié à Augsbourg (Allemagne) en 1603 par Christophorus Mangus sous le titre complet Uranometria, omnium asterismorum continens schemata, nova methodo delineata, aereis laminis expressa (litt. « Uranometria, contenant les cartes de toutes les constellations, dessinées selon une nouvelle technique et gravées sur plaques de cuivre ».

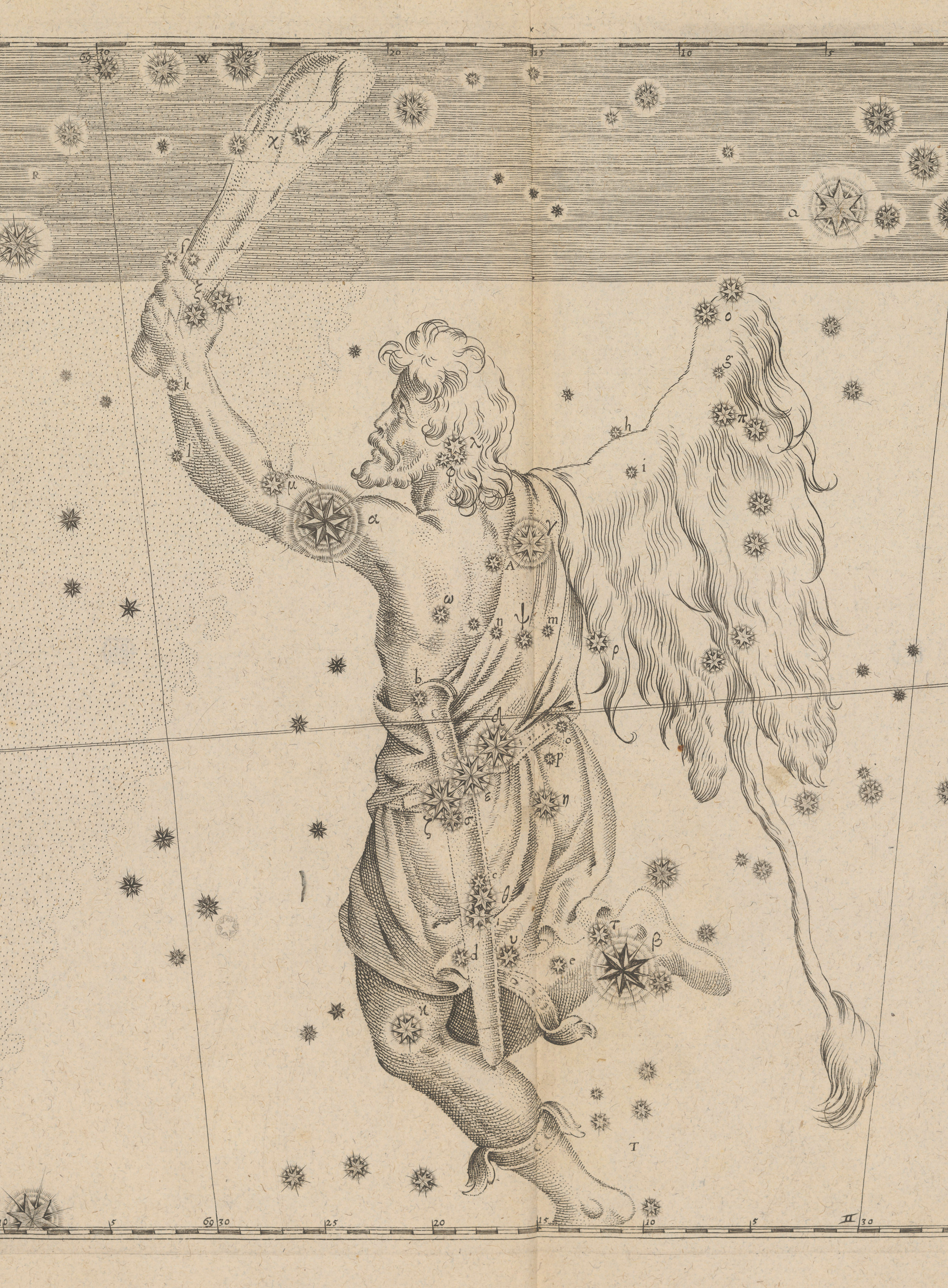
Gravure tirée de l'Uranometria montrant la constellation d'Orion. La célèbre nébuleuse d'Orion se trouve au niveau du fourreau de l'épée. Image reproduite avec l'aimable autorisation de la bibliothèque de l'U. S. Naval Observatory.

Le mot « Uranometria » vient du grec oυρανός (le ciel), qui donne aussi son nom à Uranie, la muse de l'astronomie dans la mythologie grecque. Le suffixe « metria » vient du latin « mesure », ainsi « Uranometria » signifie « mesure du ciel », par analogie avec « géométrie » qui étymologiquement signifie « mesure de la Terre ».
L'Uranometria est le premier catalogue à couvrir la totalité de la sphère céleste.

## La genèse de l'Uranometria
Avant Johann Bayer, l'élaboration des cartes célestes était principalement guidée par des soucis esthétiques et astrologiques, les positions des étoiles n'étant la plupart du temps pas indiquées, voire ajustées pour se plier aux exigences de forme des figures stylisées que les constellations étaient censées représenter, en se préoccupant relativement peu de l'exactitude astronomique. Cette tradition, basée généralement sur les catalogues somme toute assez peu précis de Ptolémée et Al-Sufi, perdurera durant tout le Moyen Âge et la Renaissance, jusqu'à la publication de l'Uranometria, qui tirera parti du meilleur catalogue d'étoiles disponible à l'époque de sa rédaction, celui de Tycho Brahe.
Ce catalogue contient 1005 étoiles, repérées avec une précision de l'ordre de la minute d'arc. À la mort de Brahe en 1602, il n'a toujours pas été publié, mais des manuscrits sont en circulation dans toute l'Europe depuis 1598. Nul ne sait vraiment comment Bayer, magistrat à Augsbourg et qui n'était affilié à aucune société savante de l'époque s'en est procuré un exemplaire, toujours est-il que ce catalogue d'une précision jamais atteinte auparavant servira de base à la réalisation de son atlas céleste.
Cependant, les tables de Brahe, mesurées depuis le Danemark, ne listent pas les étoiles les plus australes. Pour réaliser la 49e planche de son atlas, qui introduit 12 nouvelles constellations de l'hémisphère sud, Bayer utilisera un catalogue produit par deux navigateurs hollandais, Pieter Dirkszoon Keyser et Frederick de Houtman entre 1595 et 1597, qui eux-mêmes avaient repris et amélioré les observations de leurs prédécesseurs Amerigo Vespucci et Andrea Corsali, ainsi que les notes de Pedro de Medina. Ce catalogue de 135 étoiles s'avère toutefois nettement moins précis que celui de Brahe, les positions des étoiles ayant parfois des erreurs de près de deux degrés (selon la légende, ils auraient observé et mesuré le ciel depuis la hune de leur navire).
L'Uranometria contenait bien plus d'étoiles que tous les précédents catalogues, son nombre exact étant difficile à estimer précisément car de nombreuses étoiles sont dessinées sans être nommées.

## Désignation de Bayer

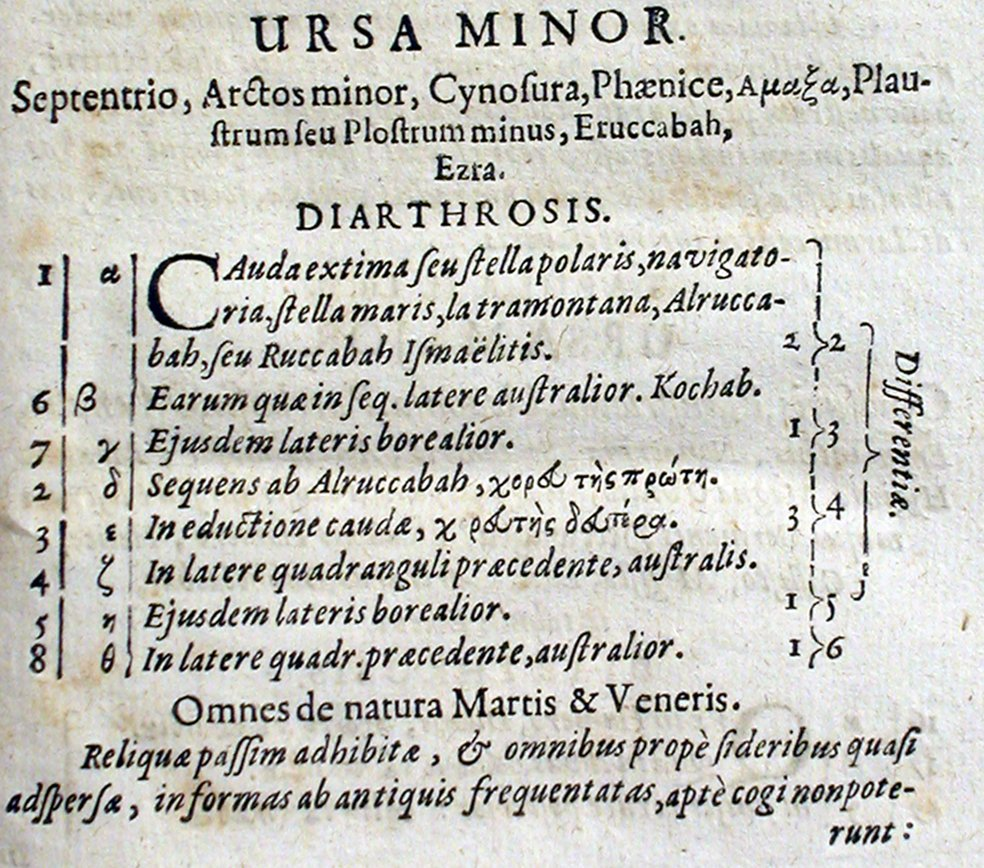
Détail de la table associée à la Petite Ourse (édition de 1697). Les étoiles d'une même classe sont regroupées par les accolades de droite. Le chiffre immédiatement à droite de l'accolade indique la classe de magnitude et celui de gauche le nombre d'étoiles appartenant à cette classe dans la constellation.

Dans l'Uranometria, Bayer introduit une nouvelle nomenclature d'étoiles, désormais connue sous le nom de désignation de Bayer, et qui est toujours utilisée aujourd'hui pour les étoiles concernées.
Avant la publication de cet atlas, lorsque l’on voulait désigner une étoile en particulier, il fallait décrire sa position dans la constellation : « l’étoile brillant sur le pied austral d’Andromède » ou « l'épaule gauche d'Orion » par exemple, mais ces descriptions étaient souvent ambiguës.
Ce nouveau système inventé par Bayer consiste à attribuer aux étoiles d'une constellation donnée des lettres grecques dans l'ordre décroissant de leur éclat. Ainsi, l'étoile la plus brillante possède la désignation Alpha (α), la suivante Bêta (β), et ainsi de suite avec les 24 lettres que comporte l'alphabet grec. Toutefois, les moyens techniques de l'époque ne permettant pas de classer précisément les étoiles dans l'ordre de magnitude, Bayer regroupe chacune d'elles dans six « classes » différentes, les étoiles de 1re magnitude étant les plus brillantes et celles de 6e magnitude les plus faibles.
Ensuite, à l'intérieur d'une même classe, Bayer ne cherche plus à classer les étoiles par magnitude mais plutôt en fonction de leur position dans la constellation, partant en général de la tête pour arriver aux pieds (ou à la queue). Ainsi, dans la constellation d'Orion par exemple, Bételgeuse (α Orionis), qui représente l'épaule d'Orion, est classée avant Rigel (β Orionis), le pied, bien que cette dernière soit la plus brillante des deux.
Les étoiles représentées sur la 49e planche (celle introduisant les 12 nouvelles constellations australes de Keyser) n'ont toutefois pas reçu de désignation de la part de Bayer, signe probablement de la médiocre qualité des informations dont il disposait. Celles-ci ne reçurent leur désignation que 160 ans plus tard, en 1763, par Nicolas-Louis de Lacaille.

## Description et contenu
Dans l'édition originale de 1603, l'ouvrage (dont les plus grandes feuilles mesurent 38x28 cm) comprend 56 feuillets. Les illustrations ont été initialement gravées sur plaques de cuivre par l'artiste augsbourgeois Alexander Mair (env. 1562-1617) avant d'être reproduites sur papier. Les feuillets se décomposent ainsi :
- un pour la page de titre
- un pour la dédicace
- deux pour la préface
- 48 pour les cartes des constellations de Ptolémée et les tables associées
- un autre pour les 12 nouvelles constellations australes
- deux pour les planisphères des deux hémisphères
- et enfin un feuillet vierge en fin d'ouvrage.

Les feuillets sont numérotés à partir de la première constellation (la Petite Ourse), en utilisant un code alphanumérique basé sur les 24 lettres de l'alphabet latin (le J et le U n'en faisaient pas partie à l'époque). Ainsi, le premier feuillet est numéroté (recto-verso) A, le second B, puis C jusqu'au vingt-quatrième. Ensuite la numérotation repart du A mais en doublant la lettre et diminuant sa taille, soit Aa pour le vingt-cinquième feuillet, puis finalement Aaa pour le cinquante-et-unième.

### Page de titre

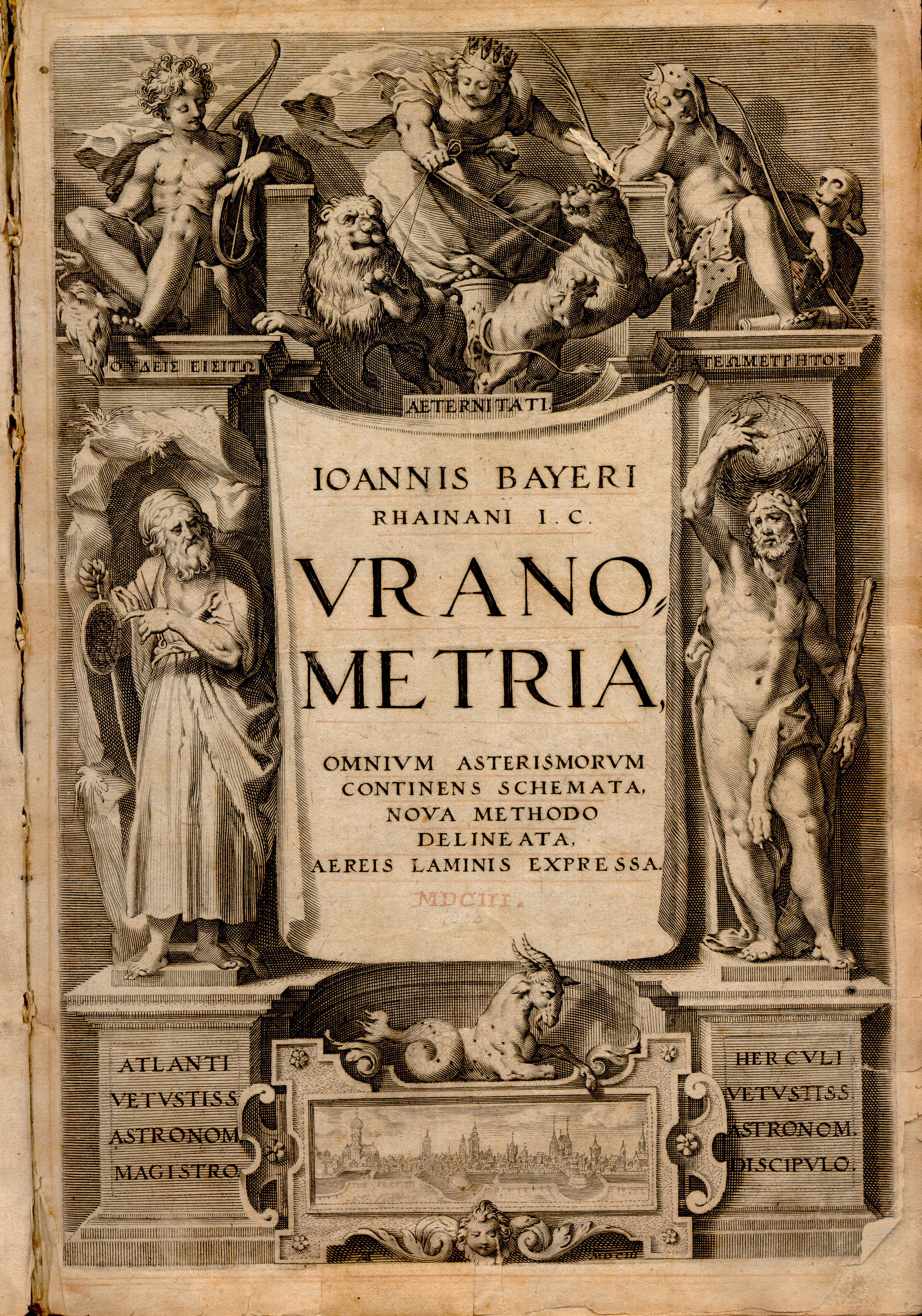
Page de titre de l'Uranometria, reproduit avec l'aimable autorisation de la bibliothèque du l'U.S. Naval Observatory.

La gravure de la page de titre montre un motif architectural, le titre complet étant inscrit au centre de l'illustration. Atlas et Héraclès sont représentés chacun sur un piédestal de part et d'autre du titre, ces piédestaux portant les inscriptions « Atlanti vetvstiss astronom magistro » (litt. « Atlas, le premier à avoir enseigné l'astronomie ») et « Herculi vetvstiss astronom discipulo » (litt. « Hercule, le premier étudiant en astronomie »).
Le bandeau supérieur représente plusieurs divinités grecques antiques. En haut à gauche se trouve Hélios (le Soleil), et au centre l'Éternité sur son char céleste, coiffée d'une couronne d'étoiles et tenant deux lions en laisse. Séléné (la Lune) est représentée en haut à droite, couverte d'une cape étoilée.
Enfin, la partie inférieure de la gravure est composée d'une représentation du Capricorne, ainsi que d'une vue d'Augsbourg, ville dans laquelle l'ouvrage a été publié

### Les 48 constellations de Ptolémée
Les constellations sont présentées par ordre décroissant de déclinaison, commençant par la Petite Ourse, les 12 constellations du zodiaque apparaissant de la 22e (Bélier) à la 33e position (Poissons), les 15 constellations suivantes étant situées au-dessous du plan de l'écliptique.

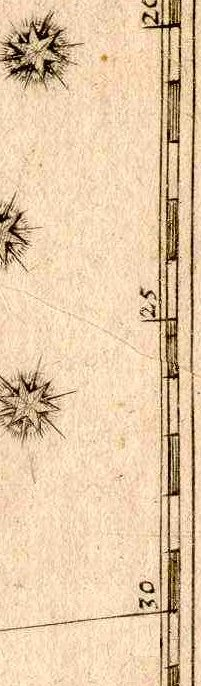
Détail de la règle inférieure accompagnant la carte de la constellation d'Orion.

Chaque illustration est entourée par une règle graduée en degrés pour permettre de déterminer la position de chaque étoile avec une précision d'une fraction de degré. Ces règles sont numérotées tous les cinq degrés, et une ligne rejoint les règles supérieures et inférieures tous les 30 degrés. Enfin, la règle graduée est répétée tout au long de l'écliptique. Une épaisse bande sombre, s'étendant entre 8° au nord et 8° au sud de l'écliptique, représente la zone dans laquelle les planètes peuvent être observées.

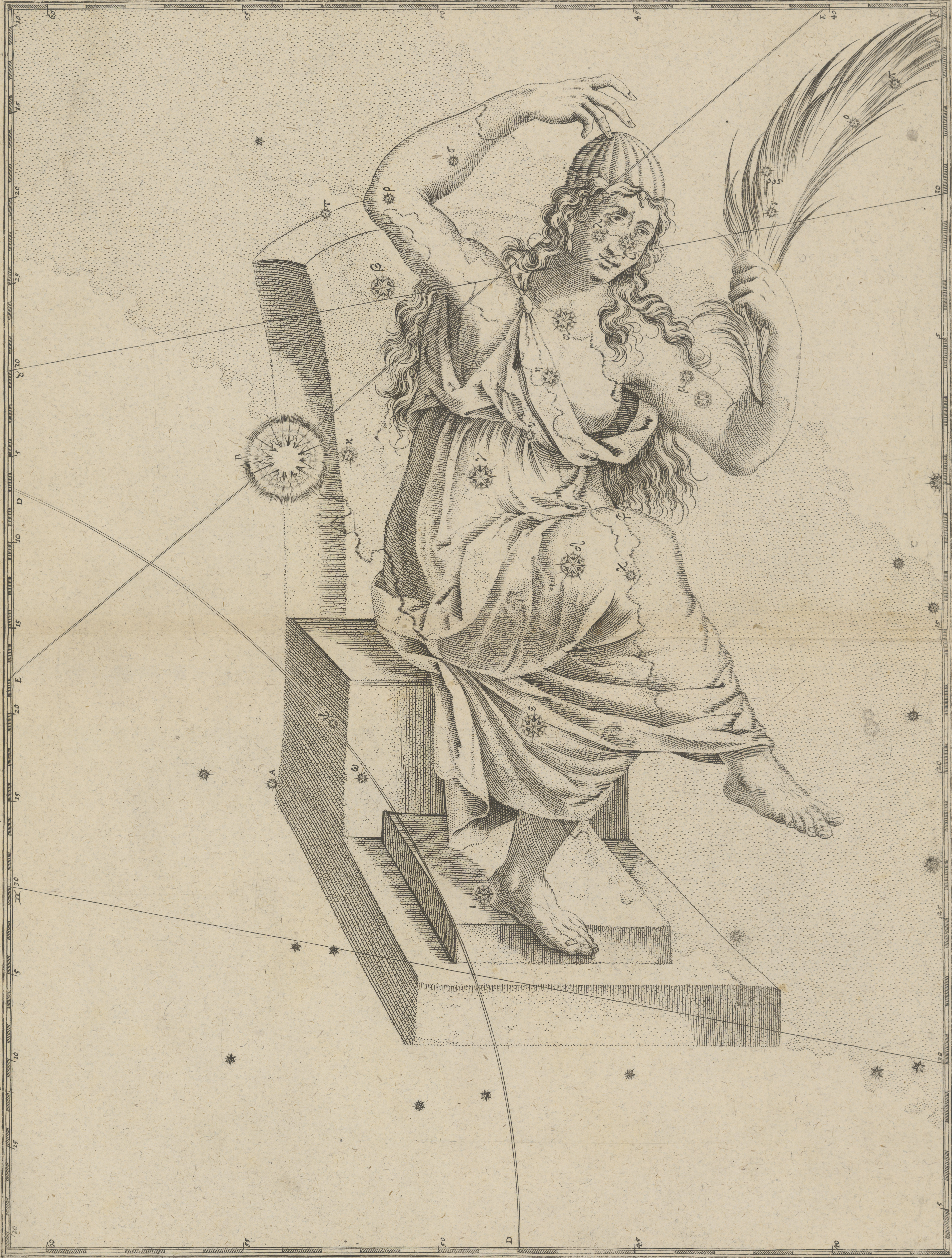
Gravure tirée de l'Uranometria (édition de 1661) montrant la constellation de Cassiopée. Image reproduite avec l'aimable autorisation du département d'histoire des sciences de l'université de l'Oklahoma.

Selon la coutume de l'époque, un dessin artistique de la constellation figurait en filigrane des étoiles des constellations. Pour une raison inconnue, plusieurs  personnages humains représentant des constellations figurent de dos et non de face (peut-être parce que les globes célestes de cette époque montraient les personnages de face, alors que l'Uranometria montrait les constellations vues par un observateur situé au centre de la sphère céleste et non à l'extérieur de celle-ci, comme c'est le cas avec un globe). De ce fait, certains noms d'étoiles faisant explicitement référence à leur position dans la constellation ont un nom en désaccord avec l'illustration. Par exemple, l'illustration de la constellation de Céphée montre le personnage de dos, l'étoile la plus brillante (α Cep/Alderamin) étant de ce fait au niveau de son épaule gauche, alors qu'étymologiquement son nom signifie « le bras droit ». De même, dans la constellation d'Orion (ci-contre) la position de dos du chasseur met Rigel, située en bas à droite de la constellation, au niveau de son pied droit alors qu'étymologiquement son nom correspond au « pied gauche [du géant] ».
Liste des constellations antiques donnée par Claude Ptolémée :
|    | Nom              | Abréviation | Nom français      | Situation | Visibilité : |
| -- | ---------------- | ----------- | ----------------- | --------- | ------------ |
| 1  | Andromeda        | And         | Andromède         | N         | Nov.         |
| 2  | Aquarius         | Aqr         | Verseau           | SE        | Oct.         |
| 3  | Aquila           | Aql         | Aigle             | E         | Août         |
| 4  | Ara              | Ara         | Autel             | CS        | Juil.        |
| 5  | Argo Navis       | Arg         | Navire Argo       | S, CS     | Fév. - Mars  |
| 6  | Aries            | Ari         | Bélier            | NE        | Déc.         |
| 7  | Auriga           | Aur         | Cocher            | N         | Jan.         |
| 8  | Bootes           | Boo         | Bouvier           | N         | Juin         |
| 9  | Cancer           | Cnc         | Cancer            | NE        | Mars         |
| 10 | Canis Major      | CMa         | Grand Chien       | S         | Fév.         |
| 11 | Canis Minor      | CMi         | Petit Chien       | E         | Fév.         |
| 12 | Capricornus      | Cap         | Capricornes       | SE        | Sept.        |
| 13 | Cassiopeia       | Cas         | Cassiopée         | CN        | Nov.         |
| 14 | Centaurus        | Cen         | Centaure          | S, CS     | Mai          |
| 15 | Cepheus          | Cep         | Céphée            | CN        | Sept. - Oct. |
| 16 | Cetus            | Cet         | Baleine           | E         | Oct. - Nov.  |
| 17 | Corona Australis | CrA         | Couronne Australe | S         | Août         |
| 18 | Corona Borealis  | CrB         | Couronne Boréale  | N         | Juin         |
| 19 | Corvus           | Crv         | Corbeau           | S         | Mai          |
| 20 | Crater           | Crt         | Coupe             | S         | Avr.         |
| 21 | Cygnus           | Cyg         | Cygne             | N         | Sept.        |
| 22 | Delphinus        | Del         | Dauphin           | N         | Sept.        |
| 23 | Draco            | Dra         | Dragon            | CN        | Avr. à Aoüt  |
| 24 | Equuleus         | Equ         | Petit Cheval      | N         | Sept.        |
| 25 | Eridanus         | Eri         | Eridan            | S, CS     | Déc.         |
| 26 | Gemini           | Gem         | Gémeaux           | NE        | Fév.         |
| 27 | Hercules         | Her         | Hercule           | N         | Juil.        |
| 28 | Hydra            | Hya         | Hydre femelle     | E, S      | Mars à Mai   |
| 29 | Leo              | Leo         | Lion              | NE        | Avr.         |
| 30 | Lepus            | Lep         | Lièvre            | S         | Jan.         |
| 31 | Libra            | Lib         | Balance           | SE        | Juin         |
| 32 | Lupus            | Lup         | Loup              | S         | Juin         |
| 33 | Lyra             | Lyr         | Lyre              | N         | Août         |
| 34 | Ophiuchus        | Oph         | Ophiuchus         | E         | Juil.        |
| 35 | Orion            | Ori         | Orion             | E         | Jan.         |
| 36 | Pegasus          | Peg         | Pégase            | N         | Oct.         |
| 37 | Perseus          | Per         | Persée            | N         | Déc.         |
| 38 | Pisces           | Psc         | Poissons          | E         | Nov.         |
| 39 | Piscis Austrinus | PsA         | Poisson Austral   | S         | Oct.         |
| 40 | Sagitta          | Sge         | Flèche            | N         | Août         |
| 41 | Sagittarius      | Sgr         | Sagittaire        | SE        | Août         |
| 42 | Scorpius         | Sco         | Scorpion          | SE        | Juil.        |
| 43 | Serpens          | Ser         | Serpent           | E         | Juin et Aoüt |
| 44 | Taurus           | Tau         | Taureau           | NE        | Jan.         |
| 45 | Triangulum       | Tri         | Triangle          | N         | Nov. - Déc.  |
| 46 | Ursa Major       | UMa         | Grande Ourse      | CN        | Avr. - Mai   |
| 47 | Ursa Minor       | UMi         | Petite Ourse      | CN        | Juin - Juil. |
| 48 | Virgo            | Vir         | Vierge            | E         | Mai          |

Chaque carte de constellation est précédée d'une table contenant la nomenclature, la description et la magnitude des étoiles qui la compose. Malheureusement, la première édition de l'œuvre avait un sérieux problème : la table et la carte d'une constellation étaient imprimés sur le même feuillet, l'un au recto l'autre au verso, il devenait donc impossible de consulter les deux simultanément, réduisant ainsi grandement l'intérêt de l'ensemble. Dans toutes les éditions suivantes (à partir de 1624), le verso des cartes fut laissé blanc, et les tables imprimées séparément.

### Les 12 constellations australes
La 49e illustration de l'ouvrage introduit 12 nouvelles constellations australes mentionnées par les navigateurs de la fin du XVIe siècle Pieter Dirkszoon Keyser et Frederick de Houtman entre 1595 et 1597. 
Elles ont en quelque sorte été « officialisées » dans l'Uranometria .
Le catalogue de Keyser et de Houtman étant toutefois nettement moins complet que celui de Brahe utilisé pour l'hémisphère nord, Bayer ne nomme pas les étoiles de cette planche en utilisant le nouveau système de désignation qu'il a créé pour les 48 constellations précédentes, mais se contente de représenter les étoiles avec des dimensions sensiblement différentes suivant la magnitude de l'une ou l'autre. De fait, cette planche n'est pas précédée d'une nomenclature des étoiles y étant présentes, seulement d'une courte liste présentant les nouvelles constellations :
- Oiseau de paradis
- Caméléon
- Dorade
- Grue
- Hydre mâle
- Indien
- Mouche (à l'époque, l'Abeille)
- Paon
- Phénix
- Triangle austral
- Toucan
- Poisson volant

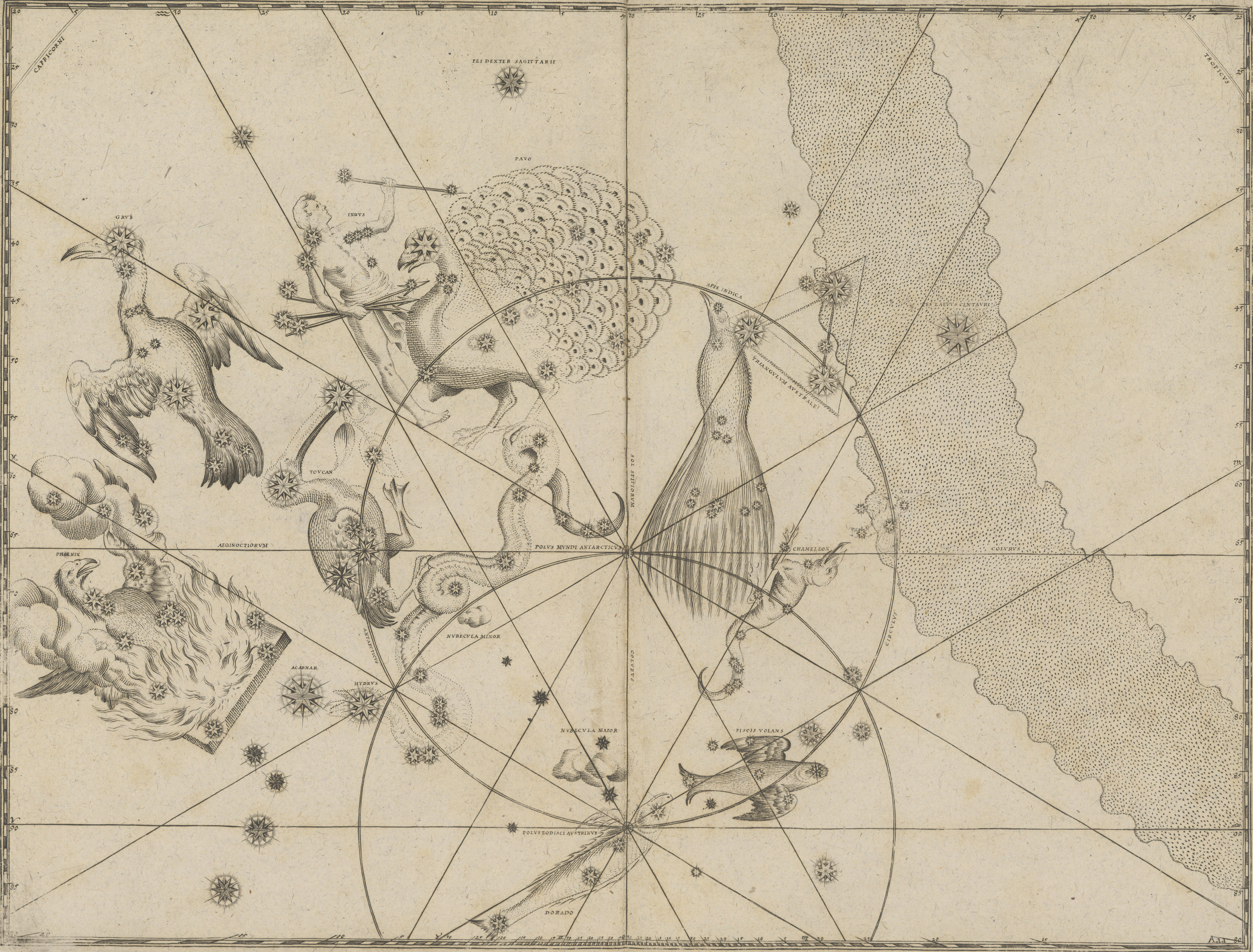
Gravure tirée de l'Uranometria (édition de 1661) montrant les 12 nouvelles constellations australes. Image reproduite avec l'aimable autorisation du département d'histoire des sciences de l'université de l'Oklahoma.

On note également la présence sur cette planche du Grand et du Petit Nuage de Magellan : sont-ci y sont représentés comme de vrais nuages, contrastant ainsi avec le dessin plus réaliste de la Voie lactée toute proche.

## Liste des modifications des constellations dans l'Uranometria
Ces modifications ont consisté à diviser une constellation en une grande constellation de même nom que la constellation initiale et une plus petite.
- Centaure, découpé en Centaure et Croix du Sud (le Trône de César dans l'Antiquité). La Croix est mentionnée dans le texte (cf , page de gauche), mais n'a pas d'entrée correspondante ni n'est décrite sur la 49e illustration.
- Lion, découpé en Lion et Chevelure de Bérénice, qui apparaît en fait dans la page consacrée à la constellation du Bouvier sous la forme d'une gerbe de blé, cf , le nom étant par contre mentionné dans le texte (, page de gauche). La constellation aurait existé depuis l'Antiquité, mais ne figurait pas dans l'Almageste de Ptolémée ni sur l'Atlas Farnèse où ne sont pas visibles certaines constellations antiques.
- Poisson austral, découpé en Poisson austral et Grue, cf , la Grue apparaît sur la 49e illustration.
- Sagittaire, découpé en Sagittaire et Couronne australe, cf , page de gauche, la Couronne australe est décrite sur la 47e illustration . La constellation existait déjà du temps de Ptolémée, mais avait été abandonnée par la suite.

Bayer porte ainsi le nombre de constellations à 62 : les 48 de Ptolémée auxquelles s'ajoutent les 12 qu'il donne dans l'hémisphère sud, plus la Chevelure de Bérénice et la Croix du Sud. Ces constellations couvrent toute la voûte céleste. Pour arriver aux 88 constellations aujourd'hui reconnues par l'union astronomique internationale, diverses constellations seront ajoutées dans les zones vides laissées par Bayer. Les principaux contributeurs seront Nicolas-Louis de Lacaille, Petrus Plancius et Johannes Hevelius aux XVIIe et XVIIIe siècles.

## Éditions ultérieures
Après la publication originelle de 1603, l'Uranometria sera réédité au moins trois fois, en 1627, 1661 et 1697. L'édition de 1627 est assez particulière : elle a été publiée peu de temps après la mort de Johann Bayer avec pour nouveau titre Coelum Stellatum Christianus (le ciel chrétien). En fait, Bayer avait assisté un de ses amis, Julius Schiller, dans son entreprise d'évangélisation du ciel nocturne. Les deux hommes avaient repris la version originale en corrigeant certaines erreurs, mais surtout en remplaçant l'ensemble des constellations païennes par des personnages ou objets bibliques. Les douze constellations du zodiaque étaient donc remplacées par les douze apôtres, le Navire Argo par l'arche de Noé, le fleuve Éridan par la Mer Rouge et ainsi de suite. Cette tentative n'aura cependant que peu de succès et il n'en reste plus rien aujourd'hui.

## Dans la culture populaire
Uranometria (ウラノメトリア) est un des sortilèges utilisés par Lucy Heartfilia dans le manga Fairy Tail de Hiro Mashima. Présentée comme l'une des plus puissantes en matière de magie céleste, elle tire sa force des 88 constellations, en invoquant une rafale de sphères multicolores.